# Aerofoon
Een aerofoon is een muziekinstrument dat voor zijn geluidsvoortbrenging een luchtstroom nodig heeft. 
Aerofonen vormen een van de vier oorspronkelijke groepen in de classificatie van Sachs-Hornbostel. 
In dit systeem worden aerofonen als volgt ingedeeld:
- 41 - vrije, relatief brede luchtstroom
  - 411 - voor en achter de trillingsbron ongericht (zweepslag, snorrebot)
  - 412 - ongerichte luchtstroom achter de trillingsbron (accordeon, doedelzak, stem)
- 42 - gerichte, smalle luchtstroom:
  - 421 - pijporgel, fluiten (dwarsfluit, blokfluit)
  - 422 - rietblaasinstrumenten (hobo, fagot, klarinet, saxofoon, sarrusofoon)
  - 423 - koperblaasinstrumenten (kornet, hoorn, trombone, trompet, tuba)
- 43 - niet-geclassificeerde aerofonen

Veruit de meeste aerofonen zijn blaasinstrumenten. Een pijporgel en een windorgel zijn wel een aerofoon maar geen blaasinstrument. Een snorrebot geeft geluid doordat het wordt rondgeslingerd in de lucht, terwijl er van blazen geen sprake is. 